# NGC 6717
NGC 6717 ist ein Kugelsternhaufen im Sternbild Schütze, der am 7. August 1784 von Wilhelm Herschel entdeckt wurde. Erst im Jahr 1931 erkannte Per Collinder, dass es sich hierbei um einen Kugelsternhaufen handelt. Unabhängig davon wurde der Kugelsternhaufen auch im Rahmen der Palomar Observatory Sky Survey (POSS) von George Abell entdeckt und als Palomar 9 klassifiziert.
Er besitzt eine Entfernung von 7100 pc zur Erde. Der Kugelsternhaufen, welcher eine scheinbare Helligkeit von 8,4m besitzt, befindet sich direkt südlich vom Stern ν2 Sagittarii. Die am nordöstlichen Rand befindliche helle Sternregion besitzt die separate Bezeichnung IC 4802.